# Ludwig Schwitzer von Bayersheim
Ludwig svobodný pán Schwitzer von Bayersheim (2. listopadu 1839 Vídeň – 28. února 1919 Štýrský Hradec) byl rakousko-uherský generál. V c.k. armádě sloužil jako nižší důstojník od roku 1858, byl účastníkem několika válečných tažení a postupoval v hodnostech. V závěru své kariéry byl velitelem 7. armádního sboru v Temešváru (1898–1908) a v roce 1899 dosáhl hodnosti polního zbrojmistra. Po odchodu do výslužby získal v roce 1911 titul barona.

## Životopis
Vystudoval Tereziánskou vojenskou akademii ve Vídeňském Novém Městě a jako poručík nastoupil v roce 1858 do služby k 25. pěšímu pluku. Později si doplnil vzdělání na Válečné škole (K.u.k. Kriegschule) ve Vídni a v hodnosti nadporučíka byl zařazen do sboru důstojníků generálního štábu. Jako štábní důstojník sloužil mimo jiné u velitelství pevnosti ve Veroně a v hodnosti kapitána (1864) byl za prusko-rakouské války přidělen k vrchnímu velení Jižní armády. Poté působil u železničního odboru generálního štábu a v roce 1876 byl v hodnosti majora přeložen ke štábu 11. pěší divize do Lvova. V roce 1878 byl povýšen na podplukovníka a zúčastnil se okupace Bosny a Hercegoviny, kde byl také náčelníkem štábu během povstání Bosny a Hercegoviny proti rakousko-uherské okupační správě (1881). Poté byl náčelníkem štábu 15. armádního sboru v Sarajevu (1883–1887), respektive zemského velitelství v Bosně a Hercegovině. mezitím byl v roce 1883 povýšen na plukovníka.
K datu 1. listopadu 1887 byl povýšen do hodnosti generálmajora a stal se velitelem 11. pěší brigády ve Štýrském Hradci, později byl přeložen jako velitel 39. pěší brigády do Tuzly. V hodnosti polního podmaršála (1891) byl poté velitelem 18. pěší divize v Mostaru (1891–1894) a 11. pěší divize ve Lvově (1894–1898). V letech 1898–1908 zastával funkci velitele 7. armádního sboru a zároveň velitele pevnosti v Temešváru. K datu 1. listopadu 1899 dosáhl hodnosti polního zbrojmistra. V roce 1908 byl penzionován, ale zároveň obdržel ještě hodnost generála pěchoty. Po odchodu do výslužby žil ve Štýrském Hradci, kde také zemřel.

## Tituly a ocenění
Během vojenské služby obdržel řadu ocenění. Za účast ve válkách získal Řád železné koruny II. třídy s válečnou dekorací (1866) a Vojenský záslužný kříž s válečnou dekorací (1879). Později se stal nositelem Řádu železné koruny I. třídy (1900) a velkokříže Leopoldova řádu (1906), dále byl držitelem Vojenské záslužné medaile a Vojenského služebního odznaku pro důstojníky I. třídy. V zahraničí byl komandérem Řádu italské koruny a saského Řádu Albrechtova. Jako velitel armádního sboru byl v roce 1898 jmenován c. k. tajným radou s nárokem na oslovení Excelence. Od roku 1898 byl také čestným majitelem pěšího pluku č. 82 dislokovaného ve Vídni. Po předcích byl od narození uživatelem šlechtického stavu s titulem rytíř (Schwitzer Ritter von Bayersheim, respektive Bayersheimb), po odchodu do výslužby byl v roce 1911 povýšen do stavu svobodných pánů. 